# Josef Schäfer (Politiker)
Josef Schäfer (* 26. Juni 1902 in Niederhöchstadt; † 20. Februar 1994 in Augsburg) war ein deutscher Politiker der SPD.
Schäfer besuchte die Volksschule in Niederhöchstadt und die Gewerbeschule in Frankfurt am Main, ließ sich danach zum Maschinenmechaniker ausbilden und übte diesen Beruf bis 1935 aus, in dieser Zeit gehörte er auch dem Betriebsrat an. 1936 zog er nach Augsburg, wo er als Kontrolleur, Kontrollgruppenführer, Kontrollmeister und bis zum Ende des Zweiten Weltkriegs als Kontrollstellenleiter im Flugzeugbau arbeitete. Nach dem Krieg wurde Schäfer Bezirksgeschäftsführer der SPD, zunächst in Augsburg, später in München. Er gehörte dem Gemeinderat von Haunstetten, dem Kreistag des Landkreises Augsburg und von 1962 dem Bayerischen Landtag als Abgeordneter an. In letzteren zog er über die Wahlkreisliste in Schwaben ein.